# دوبریو
دوبریو (به چکی: Dobřív) یک منطقهٔ مسکونی در جمهوری چک است که در ناحیه روکیتسانی واقع شده‌است. دوبریو ۱۲٫۱۴ کیلومتر مربع مساحت و ۱٬۲۸۶ نفر جمعیت دارد و ۴۱۷ متر بالاتر از سطح دریا واقع شده‌است.